# Reinhold Hanisch
Reinhold Hanisch (27 janvier 1884 en Bohême – février 1937 à Vienne) est un travailleur d'origine bohémienne immigré en Autriche, connu pour avoir été le partenaire commercial occasionnel du jeune Adolf Hitler. Hanisch, qui a été interviewé dans de nombreux articles sur Hitler, et qui a vécu avec lui en 1910, est l'un des rares témoins des années viennoises du dictateur, aux côtés d'August Kubizek.

## Biographie

### Naissances et rencontre d'Hitler (1884–1911)
Hanisch est scolarisé dans l'école primaire de son pays natal. Il descend d'une famille de basse noblesse qui s'est appauvrie. Hanisch travaille comme manoeuvre, et comme domestique lors de ses premières années. Il est emprisonné à Berlin pendant trois mois en 1907 pour vol et est condamné à six mois de prison l'année suivante. À l'automne 1909, il arrive à Vienne où il est employé comme domestique. Dans le refuge pour sans-abri de Meidling, à Vienne, où il vit un temps, il rencontre Hitler à la date du 21 décembre 1909. En 1910, Hanisch vit avec Hitler, qu'il prend sous son aile, dans le dortoir des hommes de la Meldemannstraße. Les premiers mois de 1910 constituent une sorte de partenariat Hitler-Hanisch : tandis qu'Hitler peint des cartes postales et des tableaux, principalement des aquarelles, Hanisch prend en charge leur vente. Les deux hommes se partageaient équitablement les sommes reçues.
Finalement, Hitler se sépare de Hanisch, accusant ce dernier d'avoir vendu l'un des tableaux d'Hitler (une vue du Parlement de Vienne) et d'avoir gardé l'intégralité du produit de la vente pour lui-même. Hanisch rejette cette accusation. Afin de s'assurer une nouvelle source de revenus, Hanisch commence à peindre et devient le concurrent d'Hitler. Hanisch fournissait entre autres des tableaux et des cartes postales au marchand de cadres autrichien d'origine juive Jakob Altenberg, qu'Hitler côtoie également.
Le 4 août 1910, Hanisch est dénoncé à la police par un autre résident du dortoir, Siegfried Löffner, qui était alors le partenaire commercial d'Hitler. La police viennoise découvre alors que Hanisch est enregistré à Vienne sous le faux nom de Fritz Walter. Le 11 août 1910, un tribunal viennois condamna Hanisch à sept jours de prison pour cette falsification d'identité.

### Après sa collaboration avec Hitler (1912–1937)
En 1912, Hitler est lui aussi dénoncé à la police par une personne anonyme en raison de son utilisation non autorisée du titre de « peintre de l'Académie » et reçoit alors l'interdiction d'utiliser ce titre à l'avenir. Il est probable que le peintre Karl Leidenroth, qui vivait également dans le dortoir des hommes et était l'ami de Hanisch, ait dénoncé Hitler à l'instigation de ce dernier.
Le 5 août 1912, Hanisch quitte Vienne pour retourner à Gablonz. De 1914 à 1917, il est soldat pendant la Première Guerre mondiale. Le 4 juillet 1918, il revient à Vienne avec sa fiancée, Franziska Bisurek ; ils se marient le 22 juillet 1918 et vivent à au 19 Rauschergasse, dans le vingtième district. La maison appartient aux parents d'un conducteur de chemin de fer, Franz Feiler, collectionneur de tableaux, pour qui Hanisch a obtenu divers œuvres.
Le 20 juillet 1923, Hanisch est condamné par le tribunal de district de Vienne à trois mois de prison pour vol.
Hanisch divorce le 17 avril 1928. Après 1930, il travaille comme peintre. Il produit des aquarelles qu'il vend comme étant des œuvres présumées d'Hitler datant de ses années à Vienne, souvent des tableaux de fleurs dans le style de la peintre Olga Wisinger-Florian. Pour dissimuler la fraude, il demande à son ami Karl Leidenroth d'authentifier les faux. Néanmoins, le 7 mai 1932, il est condamné à trois jours de prison.
Avec la nomination d'Hitler comme chancelier au printemps 1933, Hanisch devint un objet d'intérêt. Le journaliste bavarois et antinazi Konrad Heiden, qui écrit alors la première biographie officielle du dictateur, s'est tourné vers Hanisch, seul témoin connu de la période viennoise d'Hitler. Hanisch fournit volontiers des informations et est bien payé. Au cours des années suivantes, Hanisch gagne de l'argent grâce à de nombreuses interviews qu'il réalise dans des journaux nationaux et internationaux. Les mémoires de Hanisch sur Hitler sont parus à titre posthume en 1939 dans The New Republic.
Bien que Franz Feiler, le fils de l'ancien propriétaire de Hanisch, fût l'un des amis du faussaire, il agit comme un émissaire viennois d'Hitler, au nom duquel il achète des tableaux authentiques et faux d'Hitler datant de sa période viennoise, qu'il ramène ensuite en Allemagne. Ces tableaux furent soit détruits, soit transférés aux archives du parti nazi à Munich. À Pâques 1933, à Berchtesgaden, Feiler offrit à Hitler quelques-unes des œuvres d'Hitler produites par Hanisch. Hitler reconnait qu'il s'agit de faux et ordonne à Feiler de porter plainte pour fraude contre Hanisch. Feiler suit les instructions d'Hitler. Après avoir passé plusieurs mois en prison, Hanisch continue de falsifier des œuvres d'Hitler.
Le 16 novembre 1936, Hanisch est arrêté. Lors d'une perquisition dans sa chambre louée, la police a trouvé, en plus des manuscrits sur le dictateur, d'autres faux. Le 2 décembre 1936, le tribunal régional de Vienne condamne Hanisch à la prison pour fraude. Hanisch est probablement décédé en février 1937 en détention. Les faux de Hanisch ont occupé l'entourage d'Hitler pendant des années après sa mort. Le 21 octobre 1942, Hitler ordonne par exemple à Heinrich Himmler de détruire trois fausses œuvres, ainsi que d'autres documents.

### Mort
Selon les archives des autorités viennoises, Hanisch est décédé d'une crise cardiaque, le 2 février 1937, après deux mois d'incarcération à Vienne. Joachim Fest, historien et journaliste allemand, affirme qu'Hitler a fait assassiner Hanisch.

## Déclarations de Hanisch sur Hitler
Hanisch a déclaré qu'Hitler était réticent au travail. Ainsi, il conteste l'affirmation d'Hitler dans Mein Kampf selon laquelle Hitler avait gagné sa vie à Vienne pendant un certain temps comme ouvrier : « Je ne l'ai jamais vu travailler dur, mais j'ai entendu dire qu'il avait travaillé comme ouvrier du bâtiment. Les entrepreneurs n'emploient que des gens forts et puissants. »  Hanisch a soutenu que dans les monologues qu'il faisait alors, Hitler s'était opposé à plusieurs reprises au Parti social-démocrate et, contrairement aux autres résidents du foyer pour homme, s'était toujours rangé du côté de l'État.
Hanisch a également souligné qu'Hitler entretenait de bonnes relations avec les Juifs du dortoir. Selon son récit, Hitler fréquentait presque exclusivement des Juifs, et son meilleur ami au sein du foyer pour homme était le cuivreur juif Josef Neumann. Un de ses autres amis d'origine juive était un assistant serrurier borgne, Simon Robinsohn, qui venait de la ville de Lisko en Galicie. La véracité de ces déclarations a été vérifiée par différents historiens. Kershaw insiste cependant sur le fait que Hanisch, dont le témoignage est précieux, n'est pas toujours fiable dans ses déclaration (notamment sur les dates).
Selon Hanisch, Hitler aurait mené des projets lucratifs avec un autre résident du dortoir de la Meldemannstrasse, Josef Greiner ; à une occasion, les deux hommes auraient essayé de récupérer l'excédent de pâte et de la vendre comme antigel artisanal, mais seulement en été, afin que leur fraude ne soit pas découverte.
Dans le livre The Mind of Adolf Hitler, du psychanalyste Walter C. Langer, Hanisch rapporte : « Il (Hitler) n'a jamais été un travailleur ardent, était incapable de se lever le matin, avait du mal à démarrer et semblait souffrir d'une paralysie de la volonté. » 